# Louis Ézéchias Pouchet
Pour les articles homonymes, voir Pouchet.
Louis Ézéchias Pouchet, né le 1er juin 1748 à Gruchet-le-Valasse et mort le 30 mai 1807 à Rouen, est un manufacturier français spécialisé dans la métrologie.

## Biographie
Né à Gruchet-le-Valasse dans une famille protestante, Louis Ézéchias Pouchet vient en 1780 à Rouen où son frère avait une manufacture d'indiennes. Il voyage en Espagne, en Italie et en Sicile puis en Angleterre où il étudie les filatures de Manchester. En 1787, il dirige à Louviers la première manufacture textile en France à utiliser la force hydraulique. Il importe en France des métiers de Richard Arkwright qu'il perfectionne.
Il est, pendant la Révolution française, correspondant de la commission des poids et mesures et membre du bureau consultatif des Arts et métiers.
Il introduit le travail dans les prisons.
À l'Exposition des produits de l'industrie française de 1802, il remporte la grande médaille d'or.
Il a publié divers ouvrages sur la fabrication des étoffes, la mesure des superficies ou les poids et mesures. En 1795, il crée un abaque nommé de Pouchet qui est une table graphique facilitant la mise en place des nouveaux systèmes des poids et mesures (l'article 19 de la loi du 18 germinal an III prescrivait la construction d'échelles métriques permettant de réaliser des conversions sans calcul).  On lui doit aussi l'invention d'une romaine à peser le coton.
À la fin de sa vie, il demeure rue Saint-Nicolas à Rouen.
Il est le père de Félix Archimède Pouchet et le grand-père de Georges Pouchet.

## Hommages
À Paris, une porte, une rue et un passage portent son nom dans le 17e arrondissement.
À Rouen, une rue porte son nom et une école porte le nom de « Louis Ézechiel Pouchet » [sic], rue du Général-Giraud.

## Publications
- Clef de la langue espagnole, Paris, Lesclapart, 1786
- Traité sur la fabrication des étoffes, Rouen, Le Boucher le jeune, 1788, 103 p.
- Tableau des nouveaux poids, mesures et monnoies de la République française, Rouen, 1794
- Arithmétique linéaire, ou Nouvelle méthode abrégée de calculer, que l'on peut pratiquer sans savoir lire ni écrire, Rouen, Guedra, 16 p., in-8o
- Métrologie terrestre, ou Tables des nouveaux poids, mesures et monnoies de France…, Rouen, 1797
- Le Nouveau titre des matières d'or et d'argent, comparé à l'ancien…, Rouen, 1798, 19 p., in-8o
- Mémoire sur la mesure des superficies par la pesanteur des plans ou des cartes qui les représentent, Rouen, Impr. de N. Herment, an viii, 16 p., in-8o

## Sources
- publimath.irem.univ-mrs.fr